# Воинов, Александр Исаевич
Алекса́ндр Иса́евич Во́инов (19 февраля [3 марта] 1912, Санкт-Петербург — 21 июля 1979, Москва) — советский прозаик и сценарист. Член Союза писателей с 1958.

## Биография
Окончил Киевское военное училище связи им. Калинина и три курса филологического факультета Ленинградского университета (1934—1936). Участник советско-финской войны 1939—1940. Во время Великой Отечественной войны специальный военный корреспондент Совинформбюро.
Работал редактором Гослитиздата.
Автор романов «Западня», «Отважные», повестей «Иностранка», «Комендантский час», рассказов.

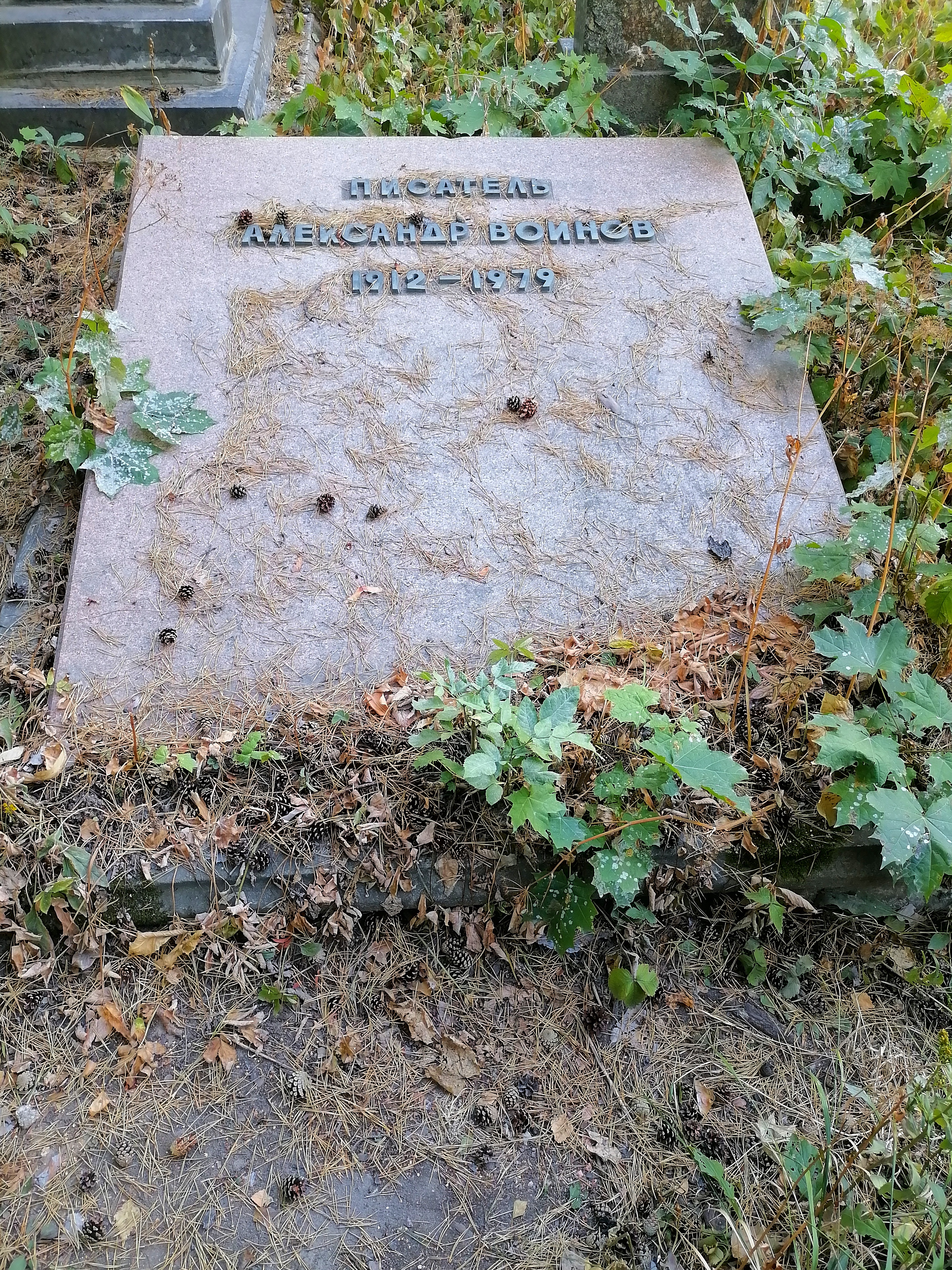
Могила на Кунцевском кладбище

Похоронен на Кунцевском кладбище (уч. 10).

## Книги
- Рассказы о генерале Ватутине, 1950
- Кованый сундук (повесть), 1955
- Медников выполняет приказание. (рассказы). 1964
- Иностранка (повесть), 1965
- Памятник Дюку, 1968
- Ватутин (повести, рассказы), 1969
- Отважные (роман), 1970
- Бранденбургские ворота, 1971
- Встречи (повесть, рассказы, очерки), 1979
- Пять дней (повесть и рассказы), 1984

## Фильмография
- 1965 — Иностранка
- 1975 — Порт
- 1977 — Знак вечности